# Heinz Mil
Heinz Mil (* 27. Mai 1926) ist ein ehemaliger deutscher Fußballspieler. Für die BSG Turbine Weimar spielte er 1950/51 in der DDR-Oberliga, der höchsten Spielklasse im DDR-Fußball.

## Sportliche Laufbahn
Zur Saison 1950/51 war die Betriebssportgemeinschaft (BSG) Turbine Weimar in die DDR-Oberliga aufgestiegen. Zum Spieleraufgebot gehörte auch der 24-jährige Verteidiger Heinz Mil. Trainer Gerhard Fischer setzte ihn erstmals am 5. Oberligaspieltag ein, nachdem der etatmäßige Verteidiger Paul Trommler längerfristig ausgefallen war. Nachdem sich Mill bereits in der Hinrunde mit drei Treffern erfolgreich gezeigt hatte, bot ihn Fischer in der Rückrunde mehrfach auch als Stürmer ein, was zu dem Ergebnis führte, dass Mil am Saisonende mit zwölf Treffern zum erfolgreichsten Schützen der BSG Turbine geworden war. Turbine Weimar konnte jedoch den Klassenerhalt sichern und spielte ab 1951/52 in der zweitklassigen DDR-Liga. Heinz Mil konnte dort seinen Stammplatz im Kader verteidigen und fehlte bis 1954 innerhalb von drei Spielzeiten nur bei sechs von insgesamt 72 Ligaspielen. In der Saison 1953/54 wurde Mil mit 13 Treffern zum zweiten Mal Torschützenkönig der Weimarer. Diese gingen zur Saison 1954/55 als BSG Lokomotive in ihre vierte DDR-Liga-Spielzeit. Der 28-jährige Mil gehörte weiterhin zum Liga-Aufgebot, wurde diesmal aber nur in fünf Punktspielen aufgeboten. Da die DDR-Liga für die kommende Saison von drei auf eine Staffel reduziert wurde, reichte der BSG Lok am Ende der Spielzeit Platz sechs nicht mehr zum Klassenerhalt, und sie musste 1956 (Wechsel zur Kalenderjahr-Saison) in der neuen drittklassigen II. DDR-Liga antreten. Es gelang der sofortige Wiederaufstieg in die I. DDR-Liga, Heinz Mill gehörte aber 1957 nicht mehr zum Mannschaftskader. Da er auch anderer Stelle nicht mehr in den höheren Fußballklassen erschien, verblieb für ihn bei fünf Spielzeiten eine Bilanz von 25 Oberligaspielen mit 12 Toren und 71 DDR-Liga-Spielen mit 28 Toren.